# What's My Name (álbum)
What's My Name es el vigésimo álbum de estudio del músico británico Ringo Starr, publicado el 25 de octubre de 2019 por la compañía discográfica Universal Music Group. Al igual que trabajos anteriores, el álbum fue grabado en Roccabella West, los estudios personales de Starr, e incluye colaboraciones de Joe Walsh, Benmont Tench, Edgar Winter, Steve Lukather, Richard Page y Warren Ham. What's My Name incluye una versión del tema de John Lennon «Grow Old With Me», en la que Starr invitó a Paul McCartney para tocar el bajo y cantar los coros, así como una versión de «Money (That's What I Want)», una canción de Motown grabada por The Beatles.

## Grabación
Varias de las canciones de What's My Name fueron compuestas con base en comentarios hechos por Starr. «What's My Name», primer sencillo del disco, fue compuesta por Colin Hay basándose en un comentario habitual de Ringo en los conciertos, en los cuales pregunta al público cual es su nombre. «Gotta Get Up to Get Down» fue compuesta por Joe Walsh después de un comentario de Starr en una cena con Klaus Voormann, mientras que Sam Hollander colaboró con «Better Days»	basándose en una entrevista que Ringo concedió a la revista Rolling Stone. El tema «Magic» es una colaboración con Steve Lukather, con quien Starr colaboró en sus dos anteriores álbumes.
What's My Name fue grabado en los estudios personales del músico en Los Ángeles (California). Sobre la elección de su propia casa para grabar en detrimento de estudios profesionales, Starr comentó que no quería «estar nunca más en un anticuado estudio de grabación» y que había tenido «bastante del gran cristal y la separación».

## Lista de canciones
| N.º   | Título                        | Duración |  |
| 1.    | «Gotta Get Up to Get Down»    | 4:20     |  |
| 2.    | «It's Not Love That You Want» | 3:34     |  |
| 3.    | «Grow Old With Me»            | 3:18     |  |
| 4.    | «Magic»                       | 4:09     |  |
| 5.    | «Money»                       | 2:56     |  |
| 6.    | «Better Days»                 | 2:49     |  |
| 7.    | «Life Is Good»                | 3:11     |  |
| 8.    | «Thank God for Music»         | 3:38     |  |
| 9.    | «Send Love Spread Peace»      | 2:58     |  |
| 10.   | «What's My Name»              | 3:45     |  |
| 34:00 |                               |          |  |

## Posición en listas
| País                            | Posición |
| ------------------------------- | -------- |
| Alemania (Media Control Charts) | 40       |
| Austria (Ö3 Austria)            | 43       |
| Bélgica (Ultratop flamenca)     | 121      |
| Estados Unidos (Billboard 200)  | 127      |
| Escocia (Scottish Albums Chart) | 43       |
| España (PROMUSICAE)             | 39       |
| Francia (SNEP)                  | 128      |
| Japón (Oricon)                  | 49       |
| República Checa (ČNS IFPI)      | 34       |
| Suiza (Schweizer Hitparade)     | 50       |
| Reino Unido (UK Albums Chart)   | 99       |